# Llimadura

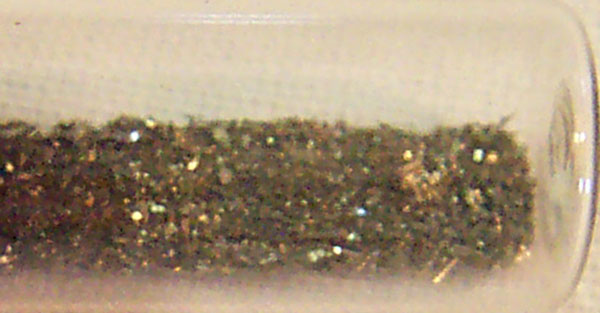
Llimadures de ferro en un tub de vidre.

Les llimadures, especialment les de ferro són petites peces de metall que tenen l'aparença com de pols fina. Etimològicament provenen de la llima (eina). S'utilitzen sovint en les demostracions científiques per a mostrar la direcció d'un camp magnètic. Com que el ferro és un material ferromagnètic, un camp indueix cada partícula a esdevenir una fina barra magnètica. El pol sud de cada partícula aleshores atrau el pol nord de les seves veïnes, i el procés es repeteix sobre una gran zona en la direcció del camp magnètic.

## Exemples de llimadures d'altres metalls
- Magnesi
- Alumini
- Zinc
- Plom

## Història
Les llimadures són principalment el subproducte de la molturació de productes de ferro acabats.
En les pistoles i canons antics s'usaven les llimadures donat que en forma de pols el ferro es pot cremar gràcies a l'increment de la seva àrea de superfície.
En l'electrònica moderna, alguns transformadors tenen ferro en pols en el seu nucli.

## Usos

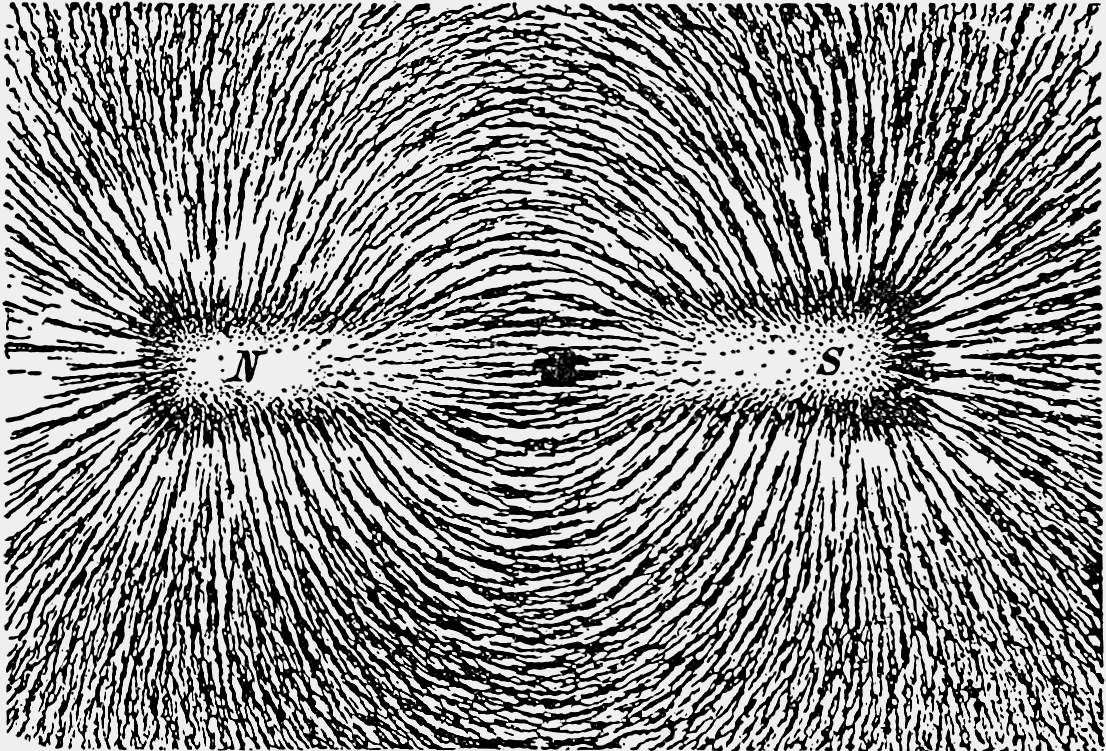
llimadures i camp magnètic

La principal utilitat de les llimadures és la de mostrar els camps electromagnètics.
Les llimadures també s'havien usat per fortificar en ferro alguns aliments de consum humà. Tanmateix, actualment se sap que el ferro en la seva forma metàl·lica no es pot processar pel cos humà, simplement serà excretat. En l'ambient àcid de l'estómac humà, el ferro s'oxidarà produint hidrogen.
Les pols metàl·liques, es fan servir entre altres coses, en la fabricació de ceràmica metàl·lica. Durant la combustió posterior (sinterització) es solidifica per processos de difusió en els punts de contacte de les llimadures.